# Yorick de Bruijn
Yorick de Bruijn (Almere, Flevoland, Hollandia, 1986. július 14. –) holland műugró.

## Élete
A 2010-es margitszigeti úszó-Európa-bajnokságon a 8. helyen végzett a férfi 3 méteres szinkronugrás számában, a 3 méteres műugrásban a 17.,  1 méteren pedig a 25. helyet szerezte meg.
2014-ben, a sanghaji műugró-világkupán a 3 méteres műugrás versenyszámában a 25. helyen zárt. A berlini úszó-Európa-bajnokságon pedig 3 méteren a 13., 1 méteren a 20. helyen végzett.
2015-ben, a rostocki mű- és toronyugró-Eb 3 méteres versenyszámának döntőjében – a 12 ugrót felvonultató mezőnyben – a 8. helyen zárt. Egy évvel később Londonban, az úszó-Európa-bajnokságon, a férfiak 3 m-es mezőnyében mérette meg magát, de csak a 13. helyet sikerült elérnie.

## Eredmények
| Sportesemény                        | Versenyszámok | Versenyszámok | Versenyszámok | Versenyszámok | Versenyszámok |
| Sportesemény                        | 1 m           | 3 m           | 3 m szinkron  | 10 m torony   | 10 m szinkron |
| ----------------------------------- | ------------- | ------------- | ------------- | ------------- | ------------- |
| 2004-es holland bajnokság           |               |               | –             | –             | –             |
|                                     |               |               |               |               |               |
| 2008-as holland bajnokság           |               |               | –             | –             | –             |
|                                     |               |               |               |               |               |
| 2009-es úszó-vb                     | –             | 46.           | 16.           | –             | –             |
|                                     |               |               |               |               |               |
| 2010-es holland bajnokság           |               |               | –             | –             | –             |
| 2010-es bolzanói Gran Prix          | –             | 23.           | 9.            | –             | –             |
| 2010-es Fort Lauderdale-i Gran Prix | –             | 11.           | 10.           | –             | –             |
| 2010-es rostocki Gran Prix          | –             | –             | 9.            | –             | –             |
| 2010-es úszó-Eb                     | 25.           | 17.           | 8.            | –             | –             |
|                                     |               |               |               |               |               |
| 2011-es madridi Grand Prix          | –             | 18.           | 9.            | –             | –             |
| 2011-es mű- és toronyugró-Eb        | 20.           | 17.           | 10.           | –             | –             |
| 2011-es Fort Lauderdale-i Gran Prix | –             | 20.           | –             | –             | –             |
| 2011-es rostocki Gran Prix          | –             | 21.           | 12.           | –             | –             |
| 2011-es bolzanói Gran Prix          | 23.           | 14.           | 7.            | –             | –             |
| 2011-es úszó-vb                     | 29.           | 37.           | 13.           | –             | –             |
|                                     |               |               |               |               |               |
| 2012-es rostocki Grand Prix         | –             | 16.           | 9.            | –             | –             |
| 2012-es műugró-világkupa            | –             | 26.           | 18.           | –             | –             |
| 2012-es montreali Gran Prix         | –             | 10.           | –             | –             | –             |
| 2012-es úszó-Eb                     | 12.           | 11.           | 8.            | –             | –             |
|                                     |               |               |               |               |               |
| 2013-as mű- és toronyugró-Eb        | 14.           | 7.            | –             | –             | –             |
|                                     |               |               |               |               |               |
| 2014-es madridi Gran Prix           | –             | 11.           | –             | –             | –             |
| 2014-es rostocki Gran Prix          | –             | 12.           | –             | –             | –             |
| 2014-es műugró-világkupa            | –             | 25.           | –             | –             | –             |
| 2014-es úszó-Eb                     | 20.           | 13.           | –             | –             | –             |
|                                     |               |               |               |               |               |
| 2015-ös rostocki Grand Prix         | –             | 17.           | –             | –             | –             |
| 2015-ös mű- és toronyugró-Eb        | –             | 8.            | –             | –             | –             |
|                                     |               |               |               |               |               |
| 2016-os úszó-Eb                     | –             | 13.           | –             | –             | –             |